# 2022年亞洲運動會柔道比賽
2022年亞洲運動會柔道比賽，是因2019冠状病毒病疫情而延期至2023年进行的第十九屆亞洲運動會的其中一項競賽項目，共產生15面金牌；賽事於2023年9月24日至27日在中华人民共和国杭州萧山區的临浦体育馆舉行。

## 赛程
以下是柔道项目的比赛赛程：
| P | 淘汰赛、复活赛 | F | 决赛 |

| 日期→项目↓        | 2023年9月   | 2023年9月   | 2023年9月   | 2023年9月   | 2023年9月   | 2023年9月   | 2023年9月   | 2023年9月   |
| 日期→项目↓        | 24日 （日） | 24日 （日） | 25日 （一） | 25日 （一） | 26日 （二） | 26日 （二） | 27日 （三） | 27日 （三） |
| ----------------- | ----------- | ----------- | ----------- | ----------- | ----------- | ----------- | ----------- | ----------- |
| 男子60公斤级      | P           | F           |             |             |             |             |             |             |
| 男子66公斤级      | P           | F           |             |             |             |             |             |             |
| 男子73公斤级      |             |             | P           | F           |             |             |             |             |
| 男子81公斤级      |             |             | P           | F           |             |             |             |             |
| 男子90公斤级      |             |             |             |             | P           | F           |             |             |
| 男子100公斤级     |             |             |             |             | P           | F           |             |             |
| 男子100公斤以上级 |             |             |             |             | P           | F           |             |             |
| 女子48公斤级      | P           | F           |             |             |             |             |             |             |
| 女子52公斤级      | P           | F           |             |             |             |             |             |             |
| 女子57公斤级      |             |             | P           | F           |             |             |             |             |
| 女子63公斤级      |             |             | P           | F           |             |             |             |             |
| 女子70公斤级      |             |             | P           | F           |             |             |             |             |
| 女子78公斤级      |             |             |             |             | P           | F           |             |             |
| 女子78公斤以上级  |             |             |             |             | P           | F           |             |             |
| 混合团体          |             |             |             |             |             |             | P           | F           |

## 参赛代表团
共有来自33个代表团的运动员参加该赛事：
- 阿富汗（2）
- 不丹（3）
- 巴林（6）
- 柬埔寨（2）
- 中国（12）
- 中国香港（8）
- 印度尼西亚（4）
- 印度（4）
- 伊朗（4）
- 伊拉克（1）
- 日本（17）
- （14）
- （11）
- 韩国（18）
- 科威特（2）
- 老挝（4）
- 黎巴嫩（5）
- 中国澳门（4）
- 蒙古（15）
- 尼泊尔（8）
- 菲律宾（9）
- 巴勒斯坦（2）
- 朝鲜（7）
- （2）
- 斯里兰卡（1）
- 泰国（10）
- （11）
- （8）
- 中华台北（9）
- 阿拉伯联合酋长国（8）
- （15）
- 越南（7）
- 也门（3）

## 獎牌榜
*   主办国家/地区（中国）
| 排名                 | 代表团               | 金牌 | 銀牌 | 銅牌 | 总计 |
| -------------------- | -------------------- | ---- | ---- | ---- | ---- |
| 1                    | 日本                 | 5    | 3    | 2    | 10   |
| 2                    |                      | 3    | 2    | 4    | 9    |
| 3                    | 中华台北             | 2    | 0    | 0    | 2    |
| 4                    | 韩国                 | 1    | 2    | 6    | 9    |
| 5                    | 中国*                | 1    | 2    | 3    | 6    |
| 6                    | 阿拉伯联合酋长国     | 1    | 1    | 3    | 5    |
| 7                    |                      | 1    | 1    | 1    | 3    |
| 8                    |                      | 1    | 0    | 0    | 1    |
| 9                    | 蒙古                 | 0    | 2    | 4    | 6    |
| 10                   |                      | 0    | 1    | 4    | 5    |
| 11                   | 朝鲜                 | 0    | 1    | 1    | 2    |
| 12                   | 黎巴嫩               | 0    | 0    | 1    | 1    |
| 12                   |                      | 0    | 0    | 1    | 1    |
| 总计（共13个代表团） | 总计（共13个代表团） | 15   | 15   | 30   | 60   |

## 奖牌得主

### 男子
| 項目                              | 金牌                                                | 银牌                                 | 铜牌                                            |
| 蠅量級 （60公斤級） （詳細）      | 楊勇緯 · 中华台北（TPE）                            | 李夏林 · 韩国（KOR）                 | 蔡光进 · 朝鲜（PRK）                            |
| 蠅量級 （60公斤級） （詳細）      | 楊勇緯 · 中华台北（TPE）                            | 李夏林 · 韩国（KOR）                 | Magzhan Shamshadin · （KAZ）                    |
| 次輕量級 （66公斤級） （詳細）    | 田中龍馬 · 日本（JPN）                              | 云登佩伦莱·巴斯呼 · 蒙古（MGL）      | 安保羅 · 韩国（KOR）                            |
| 次輕量級 （66公斤級） （詳細）    | 田中龍馬 · 日本（JPN）                              | 云登佩伦莱·巴斯呼 · 蒙古（MGL）      | Narmandakh Bayanmunkh · 阿拉伯联合酋长国（UAE） |
| 輕量級 （73公斤級） （詳細）      | 穆罗忠·尤尔多舍夫 · （UZB）                         | 橋本壯市 · 日本（JPN）               | 森多奇尔·朝格特巴塔尔 · 蒙古（MGL）             |
| 輕量級 （73公斤級） （詳細）      | 穆罗忠·尤尔多舍夫 · （UZB）                         | 橋本壯市 · 日本（JPN）               | 别赫鲁济·霍贾佐达 · （TJK）                     |
| 次中量級 （81公斤級） （詳細）    | 索蒙·穆罕默德别科夫 · （TJK）                       | 李俊奂 · 韩国（KOR）                 | Abylaikhan Zhubanazar · （KAZ）                 |
| 次中量級 （81公斤級） （詳細）    | 索蒙·穆罕默德别科夫 · （TJK）                       | 李俊奂 · 韩国（KOR）                 | 老野祐平 · 日本（JPN）                          |
| 中量級 （90公斤級） （詳細）      | 叶尔兰·舍罗夫 · （KGZ）                             | 達夫拉特·波波諾夫 · （UZB）          | Aram Grigorian · 阿拉伯联合酋长国（UAE）        |
| 中量級 （90公斤級） （詳細）      | 叶尔兰·舍罗夫 · （KGZ）                             | 達夫拉特·波波諾夫 · （UZB）          | Caramnob Sagaipov · 黎巴嫩（LBN）               |
| 次重量級 （100公斤級） （詳細）   | 穆扎法尔别克·图罗博耶夫 · （UZB）                   | Gonchigsuren Batkhuyag · 蒙古（MGL） | Dzhafar Kostoev · 阿拉伯联合酋长国（UAE）       |
| 次重量級 （100公斤級） （詳細）   | 穆扎法尔别克·图罗博耶夫 · （UZB）                   | Gonchigsuren Batkhuyag · 蒙古（MGL） | Nurlykhan Sharkhan · （KAZ）                    |
| 重量級 （100公斤以上級） （詳細） | Magomedomar Magomedomarov · 阿拉伯联合酋长国（UAE） | 捷穆尔·拉希莫夫 · （TJK）            | 阿利舍尔·尤苏波夫 · （UZB）                     |
| 重量級 （100公斤以上級） （詳細） | Magomedomar Magomedomarov · 阿拉伯联合酋长国（UAE） | 捷穆尔·拉希莫夫 · （TJK）            | 金民宗 · 韩国（KOR）                            |

### 女子
| 項目                             | 金牌                          | 银牌                                            | 铜牌                                    |
| 蠅量級 （48公斤級） （詳細）     | 角田夏實 · 日本（JPN）        | 阿比芭·阿布扎基诺娃 · （KAZ）                   | 哈利马忠·库尔博诺瓦娃 · （UZB）         |
| 蠅量級 （48公斤級） （詳細）     | 角田夏實 · 日本（JPN）        | 阿比芭·阿布扎基诺娃 · （KAZ）                   | 郭宗英 · 中国（CHN）                    |
| 次輕量級 （52公斤級） （詳細）   | 季约拉·克尔迪约罗娃 · （UZB） | 比什蕾勒特·胡尔卢杜伊 · 阿拉伯联合酋长国（UAE） | 郑叡璘 · 韩国（KOR）                    |
| 次輕量級 （52公斤級） （詳細）   | 季约拉·克尔迪约罗娃 · （UZB） | 比什蕾勒特·胡尔卢杜伊 · 阿拉伯联合酋长国（UAE） | 勒哈格瓦苏伦·苏索尔巴拉木 · 蒙古（MGL） |
| 輕量級 （57公斤級） （詳細）     | 連珍羚 · 中华台北（TPE）      | 玉置桃 · 日本（JPN）                            | 迈莎·帕尔达耶娃 · （TKM）               |
| 輕量級 （57公斤級） （詳細）     | 連珍羚 · 中华台北（TPE）      | 玉置桃 · 日本（JPN）                            | 朴恩頌 · 韩国（KOR）                    |
| 次中量級 （63公斤級） （詳細）   | 高市未来 · 日本（JPN）        | 唐婧 · 中国（CHN）                              | Esmigul Kuyulova · （KAZ）              |
| 次中量級 （63公斤級） （詳細）   | 高市未来 · 日本（JPN）        | 唐婧 · 中国（CHN）                              | 金智程 · 韩国（KOR）                    |
| 中量級 （70公斤級） （詳細）     | 田中志步 · 日本（JPN）        | 文成姬 · 朝鲜（PRK）                            | 古尔诺扎·马特尼亚佐娃 · （UZB）         |
| 中量級 （70公斤級） （詳細）     | 田中志步 · 日本（JPN）        | 文成姬 · 朝鲜（PRK）                            | 冯莹莹 · 中国（CHN）                    |
| 次重量級 （78公斤級） （詳細）   | 马振昭 · 中国（CHN）          | 高山莉加 · 日本（JPN）                          | 尹贤智 · 韩国（KOR）                    |
| 次重量級 （78公斤級） （詳細）   | 马振昭 · 中国（CHN）          | 高山莉加 · 日本（JPN）                          | 伊丽斯洪·库尔班巴耶娃 · （UZB）         |
| 重量級 （78公斤以上級） （詳細） | 金荷伦 · 韩国（KOR）          | 徐仕妍 · 中国（CHN）                            | 冨田若春 · 日本（JPN）                  |
| 重量級 （78公斤以上級） （詳細） | 金荷伦 · 韩国（KOR）          | 徐仕妍 · 中国（CHN）                            | Adiyasuren Amarsaikhan · 蒙古（MGL）    |

### 混合
| 項目          | 金牌 | 银牌 | 铜牌 |
| 團體 （詳細） | 日本（JPN） · 大吉贤 · 田中龍馬 · 老野祐平 · 田嶋剛希 · 太田彪雅 · 亞倫·沃爾夫 · 玉置桃 · 角田夏实 · 桑形萌花 · 田中志步 · 高桥瑠璃 · 冨田若春 | （UZB） · 萨尔多·努里拉耶夫 · 穆罗忠·尤尔多舍夫 · 達夫拉特·波波諾夫 · Muso Sobirov · Shokhrukhkhon Bakhtiyorov · 阿利舍尔·尤苏波夫 · Shukurjon Aminova · 季约拉·克尔迪约罗娃 · Sevinch Isokova · 古尔诺扎·马特尼亚佐娃 · Rinata Ilmatova · 伊丽斯洪·库尔班巴耶娃 | 中国（CHN） · 青达嘎 · 薛紫阳 · 布和毕力格 · 孙传程 · 李瑞轩 · 蔡琪 · 朱叶青 · 冯莹莹 · 唐婧 · 马振昭 · 徐仕妍 |
| 團體 （詳細） | 日本（JPN） · 大吉贤 · 田中龍馬 · 老野祐平 · 田嶋剛希 · 太田彪雅 · 亞倫·沃爾夫 · 玉置桃 · 角田夏实 · 桑形萌花 · 田中志步 · 高桥瑠璃 · 冨田若春 | （UZB） · 萨尔多·努里拉耶夫 · 穆罗忠·尤尔多舍夫 · 達夫拉特·波波諾夫 · Muso Sobirov · Shokhrukhkhon Bakhtiyorov · 阿利舍尔·尤苏波夫 · Shukurjon Aminova · 季约拉·克尔迪约罗娃 · Sevinch Isokova · 古尔诺扎·马特尼亚佐娃 · Rinata Ilmatova · 伊丽斯洪·库尔班巴耶娃 | 蒙古（MGL） · 森多奇尔·朝格特巴塔尔 · 云登佩伦莱·巴斯呼 · 冈图勒嘎·阿勒坦巴嘎那 · Bolor-Ochir Gereltuya · Gonchigsuren Batkhuyag · Odkhüügiin Tsetsentsengel · 勒哈格瓦苏伦·苏索尔巴拉木 · 勒哈格瓦图高·恩赫丽伦 · Nyam-Erdene Batsuuri · Ichinkhorloo Munkhtsedev · Adiyasuren Amarsaikhan · Nominzul Dambadarjaa |

## 争议事件
在女子48公斤级四强赛加时赛中，韩国选手李慧卿（Lee Hye-kyeong）起手时掌掴哈萨克斯坦选手阿比芭·阿布扎基诺娃，对方受傷流血直接痛到蹲坐地上，李慧卿立即上前询问情况。虽然如此，由于共被判三次犯規（分别是避免對手抓握、無戰意（比賽）和違反運動精神行為），李慧卿被判失格，阿比芭·阿布扎基诺娃直接获胜。李慧卿在场上一臉錯愕，台下教练也表示抗议，最终李慧卿下场痛哭。

## 脚注
1. ↑  但根据赛事记录，一次“避免對手抓握”是给哈萨克斯坦选手的判罚，两次“无战意”是分别常规赛与加时赛给韩国选手的判罚[4]。

## 外部連結
- 官方成绩册（页面存档备份，存于）